# Jore Trompet
Jore Trompet, né le 30 juillet 1992 à Bruxelles, est un footballeur belge. Il évolue actuellement comme milieu de terrain au K Rupel Boom FC, en prêt du KVC Westerlo.

## Biographie
Jore trompet commence sa carrière au KSC Lokeren. Il fait ses débuts en première division lors de l'année 2010.
Jore Trompet participe au championnat d'Europe des moins 19 ans 2011 avec l'équipe de Belgique des moins de 19 ans.

## Palmarès
- Coupe de Belgique : 2014